# Passer euchlorus
Passer euchlorus là một loài chim trong họ Passeridae.